# Nada Kawar
Nada Mufid Kawar, née le 23 novembre 1975, est une athlète jordanienne. 

## Biographie
Nada Kawar remporte la médaille d'or du lancer du disque lors des Jeux panarabes de 1997 à Beyrouth et des Jeux panarabes de 1999 à Amman ; elle est aussi médaillée d'or du lancer du poids aux Jeux panarabes de 1999. Elle est médaillée d'or du lancer du poids aux Championnats d'Asie d'athlétisme 2000 à Jakarta.